# Въстание на Травъл
Въстанието на Травъл е надигане на павликяните от Северна Тракия срещу властта в Източната Римска империя в края на XI век.

## Павликяните по българските земи
Павликяните са религиозна общност, еретици заселвани в Северна Тракия и Пловдив от районите на Мала Азия, Армения и Сирия на няколко етапа между VII и X век. Сведения за заселванията им има при императорите Константин V Копроним в средата на VIII век и при Йоан I Цимисхи през 70-те години на X век.
Преди това и по същото време славянски родове от българските земи са заселвани в горните райони. Целта на тези принудителни преселения е да се отслабят позициите на тези групи хора в техните райони и да се осигури отбраната по границата на Византия на Балканите и в Мала Азия.
Павликянските войници са „...хора груби и жестоки, проливащи кръв без колебание...“. От гледна точка на своята религия те се считат тогава за „истинските християни“, единствените верни последователи на Христос и апостол Павел. Павликянската общност в Северна Тракия постепенно се българизира.

## Травъл
Травъл е роден в Пловдив или павликянските селища наоколо към средата на XI век във видно павликянско семейство. Както повечето павликяни поема пътя на военната служба във византийската войска. От византийската историчка Анна Комнина е известно, че от 1078-1079 г. до 1084 г. е личен оръженосец и доверен „слуга“ на нейния баща - император Алексий I Комнин. Това му позволява да натрупа военен опит при войните с многото и най-разнородни врагове на Византия – печенеги, италиански нормани, селджукски турци и др. Неговата съпруга е една от най-приближените дворцови дами на императрицата Ирина Комнина. Императорът има симпатии към павликянина поради това, че и двамата са били пелтеци (в превод от гръцки „травлос“ означава пелтек). Най-вероятно личното име на павликянина е Белю (довод от Белятово и Белене – наименования на двете крепости, ползвани от Травъл и въстаниците).

## Предпоставки
През 1081 г. император Алексий I Комнин започва война с нахлулите на Балканския полуостров (днешна Албания и Македония) италиански нормани, ръководени от граф Робер Гискар. Около 2800 пловдивски павликяни са включени в императорската армия и участват в сраженията с нашествениците. През есента на 1082 г., след като заплатите им не са изплатени, павликяните самоволно напускат боевете и се завръщат по родните си места. Вследствие на това Византия търпи поражение в битката около Драч. В тази битка павликяните дават около 300 жертви.
След края на военните действия Алексий I Комнин започва разправа с павликяните, избивайки чрез измама някои техни водачи. Връщайки се в своята столица през Беломорието, той вика за преговори павликянските водачи Ксант и Кулеон. Доверявайки се на императора, те пристигат в лагера му, но веднага са арестувани и затворени в Цариград. Пловдивската павликянска общност е подложена на репресии и притеснения, включително заточения, конфискация на имоти, насилствено обръщане в православието и т.н.
Научавайки, че Алексий I Комнин избива павликяни, Травъл (или Белю Пелтека), изпреварвайки доноса на своята съпруга, напуска Цариград заедно с най-близките си съмишленици. Когато се връща в Северна Тракия, той веднага е последван от мнозина бунтовници.

## Военни действия
След пристигането на Травъл в Пловдивско той и хората му се укрепват в изоставената крепост Белятово. Към тях заедно с хората си се присъединпват Татуш от Дръстър (Силистра), Сача от Вичина (при днешния румънски град Нуфъру в Дунавската делта) и други печенежки и български водачи. Този съюз е скрепен чрез брака между Травъл и дъщерята на един от печенежки водачи.
В началото император Алексий I Комнин се опитва да го склони към подчинение „...с писма и обещания“. Както разказва Анна Комнина, на Травъл са гарантирани „...безнаказаност и пълна свобода“. Укрепявайки се в Белятово, Травъл почти ежедневно извършва дръзки набези към Пловдив. Самият град обаче остава под византийски контрол.
Срещу въстаниците императорът праща войска под ръководството на великия доместик (командващият сухопътните сили) Григорий Бакуриани, създателят на Бачковския манастир и неговия помощник Алексей Врана. В завързалата се битка въстаниците не само не отстъпват, но постигат победа над ромеите. В хода на сражението загиват самият Григорий Бакуриани и Врана. В продължение на две години Травъл и хората му са господари на земите от Пловдив до Средна гора.
През 1086 г. Алексий I Комнин изпраща нова войска под командването на Татикий (покръстен селджукски турчин или арабин). В новата армия има и френски рицари на византийска служба. Двете войски се срещат някъде на север от Пловдив и три дни стоят една срещу друга, без да встъпят в сражение. Накрая печенезите започват да се оттеглят на север. Травъл не е в състояние да удържа повече положението и се изтегля също на север от Балкана. Византийската армия не посмява да ги преследва.

## Последствия
След като Травъл се оттегля на север от Стара Планина, заемайки крепостта Секуристка до Белене, павликяните, които остават в Пловдивско, стават обект на специални грижи. Получават земи и привилегии при условие, че приемат православието. Въпреки това те не са укротени от Алексий I Комнин. През 1115 г. получават от него и новият град Алексиопол, създаден за тях.